# Catasticta pluvius
Catasticta pluvius är en fjärilsart som beskrevs av Günter Theodor Tessmann 1928. Catasticta pluvius ingår i släktet Catasticta och familjen vitfjärilar.
Artens utbredningsområde är Peru. Inga underarter finns listade i Catalogue of Life.